# ناتانیل پی. تالمج
ناتانیل پی. تالمج (به انگلیسی: Nathaniel P. Tallmadge) سناتور سابق عضو حزب دموکرات ایالات متحده آمریکا بود. وی در سال ۱۸۳۳ تا ۱۸۴۴ میلادی سناتور ایالت نیویورک در سنای ایالات متحده آمریکا بود.